# 더 폰
"더 폰"은 2015년에 개봉한 대한민국의 영화이다.

## 줄거리
협박편지 받는게 일상이 된 변호사 동호, 그의 의사 아내 연수와 바이올린을 전공하는 딸 예림까지. 유복하고 안락하던 동호네 일상은 연수가 의문의 강도살인을 당하면서 끝나버렸다. 시간이 흐르고 연수가 세상을 떠난지도 1년이 되던 어느날. 동호는 이상한 전화를 받는다. 바로 1년전에 세상을 떠나버린 아내의 전화였다. 처음에는 장난전화라고 생각한 동호는 정말로 자신이 1년전 과거에서 온 전화를 받고 있다는 사실을 알게된다. 그리고 죽은 아내를 살려낼 수 있는 절호의 찬스라고 여기며 비극을 막기위해 발바닥에 불이 나도록 뛰어다니지만 문제가 생겼다. 전과는 다르게 사건의 범인이 자신이 되고 만것이다. 하루아침에 아내를 죽이고 도주한 용의자가 된 동호는 쫓기는 신세가 된다.

## 캐스팅
- 손현주 : 고동호 역 - 본작의 남주인공. 조연수의 남편.
- 엄지원 : 조연수 역 - 본작의 여주인공. 고동호의 아내.
- 배성우 : 도재현 역 - 본작의 메인 빌런이자 최종 보스.
- 노정의 : 고경림 역 - 고동호와 조연수의 딸.
- 장인섭 : 김 실장 역
- 조달환 : 김규수 역
- 이철민 : 손석호 역
- 황석정 : 서광현 역
- 황보라 : 김혜진 역
- 김종구 : 박세문 역
- 김기천 : 파출소장 역
- 박지소 : 도수정 역
- 김방원 : 배 형사 역
- 이상화 : 사냥남 역
- 임일규 : 수사남 역
- 박원빈 : 형사 1 역
- 차승연 : 형사 2 역
- 김한준 : 형사 3 역
- 이병권 : 형사 4 역
- 이태검 : 형사 5 역
- 김성범 : 콜떼기 사장 역
- 진건 : 사고운전자 역
- 서병철 : 서초경찰서 형사 역
- 정종우 : 쩍벌남 역
- 이영수 : 택시기사 역
- 장은아 : 머리 긴 여자 역
- 김성종 : 동영상 구타남 역
- 김소영 : 라디오 DJ(목소리) 역
- 트윌러스 밴드 : 종로 버스킹 밴드 역

## 일본판 성우진
- ? : 고동호(손현주)
- ? : 조연수(엄지원)
- 타무라 마코토 : 도재현(배성우)
- ? : 고경림(노정의)